# Stahlianthus
Genre
Classification APG III (2009)
Stahlianthus est un genre de sept espèces de plantes herbacées de la famille des Zingiberaceae qui poussent de l'Est de l'Himalaya à la Chine du Sud et en Asie du Sud-Est continentale (Indochine).
La première description du genre Stahlianthus a été faite en 1891 par Carl Ernst Otto Kuntze dans son ouvrage Revisio Generum Plantarum, décrivant Stahlianthus campanulatus.

## Liste d'espèces
Selon World Checklist of Selected Plant Families (WCSP) (15 sept 2011) :
- Stahlianthus andersonii (Baker) Craib ex Loes. (1930).   Myanmar
- Stahlianthus campanulatus Kuntze, (1891).   Indo-Chine (Thailande Vietnam)
- Stahlianthus involucratus (King ex Baker) Craib ex Loes. (1930). Darjeeling à Chine du Sud
- Stahlianthus macrochlamys (Baker) Craib, (1912). Myanmar, Thailande
- Stahlianthus pedicellatus Chaveer. & Mokkamul, (2007).  Thailande
- Stahlianthus philippianus (A.Dietr.) Loes. (1930). Asie Tropicale
- Stahlianthus thorelii Gagnep., (1907). Indo-Chine ( Laos Thailande)

## Espèces aux noms synonymes, obsolètes et leurs taxons de référence
Selon World Checklist of Selected Plant Families (WCSP) (15 sept 2011) :
- Stahlianthus rubromarginatus S.Q.Tong,(1995)= Kaempferia parviflora Wall. ex Baker (1890).